# Kia XCeed
Kia XCeed — компактний кросовер від південнокорейського автовиробника Kia Motors створений на основі Kia Ceed (CD).

## Опис

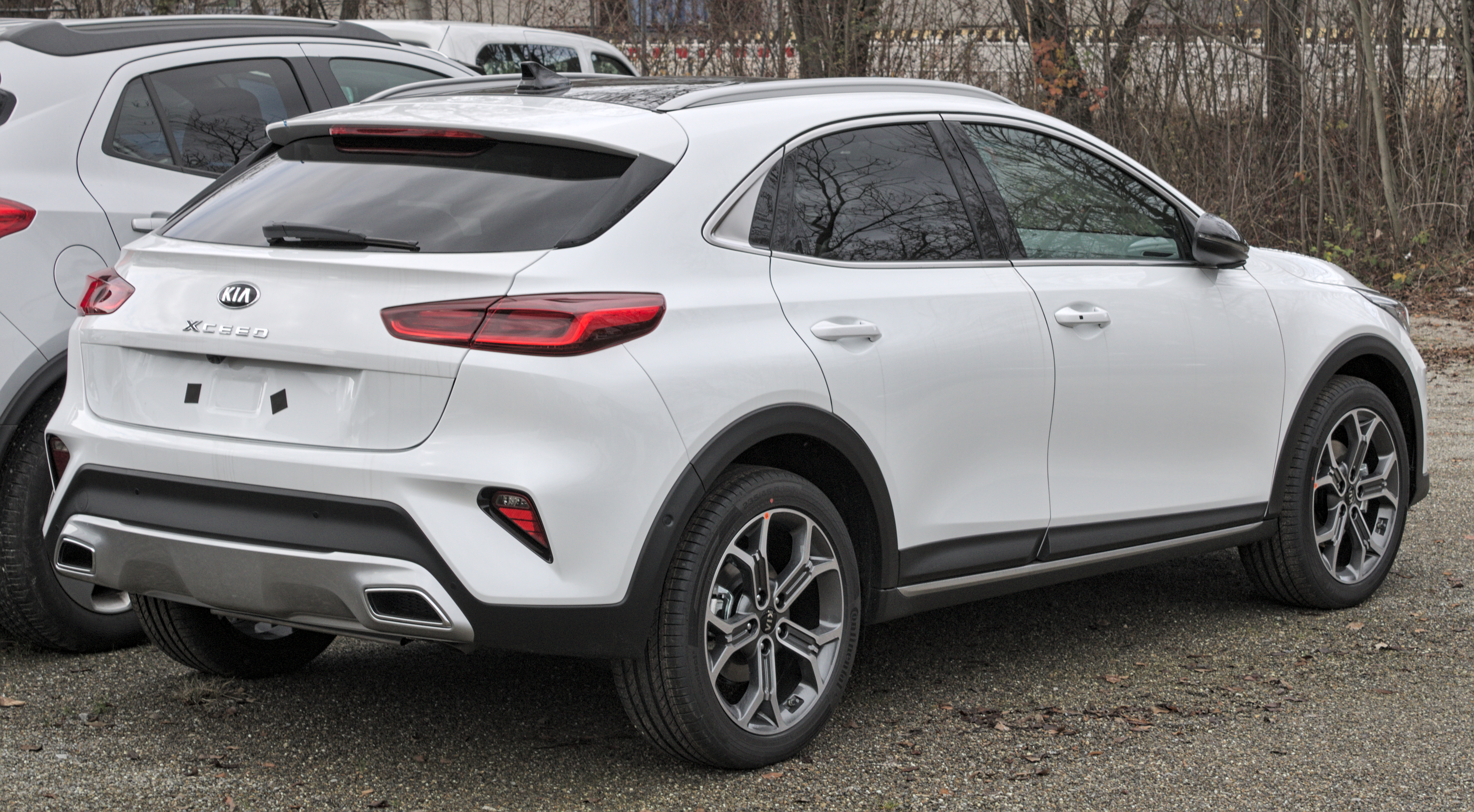
Kia XCeed (2020–2022)

26 червня 2019 року дебютував кросовер Kia XCeed. XCeed побудований на тій же платформі K2, що і Ceed (стійки McPherson спереду і багатоважільна підвіска ззаду), але різниться з сімейством технічними деталями.
Довжина — 4395 мм, ширина — 1826 мм, висота — 1483 мм, колісна база — 2650 мм. Кліренс варіюється в межах 174—184 мм. Обсяг багажника становить 426—1378 л. Розмірність шин: стандарт — 205/60 R16, опція — 235/45 R18.
Kia XCeed оснащується турботрійкою 1.0 T-GDi (120 к.с., 172 Нм), турбочетвірками 1.4 T-GDi (140 к.с., 242 Нм) і 1.6 T-GDi (204 к.с., 265 Нм), а також турбодизелем 1.6 Smartstream CRDi в двох варіантах: 115 к.с., 280—300 Нм і 136 к.с., 280—320 Нм.

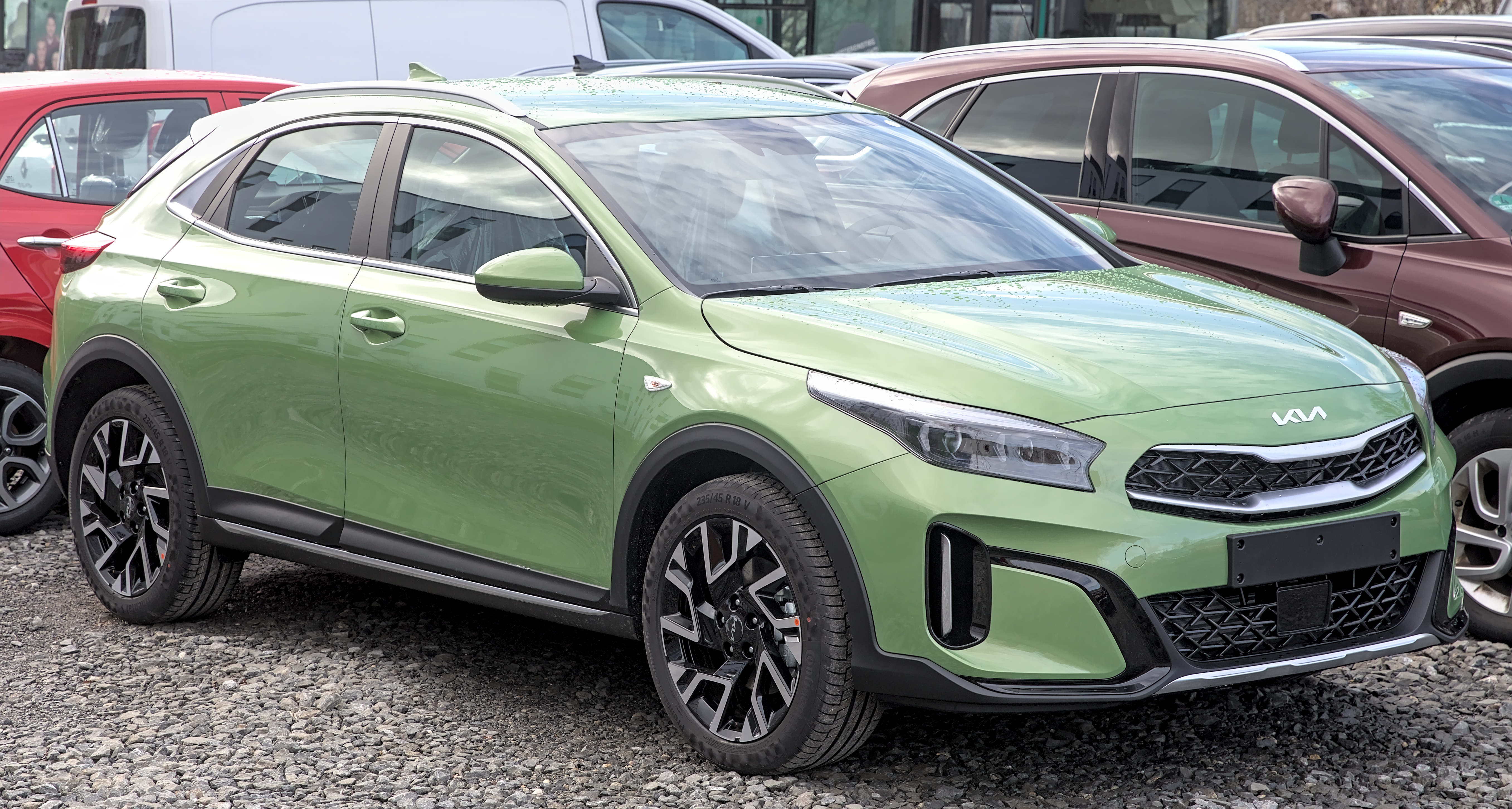
Kia XCeed (з 2022)
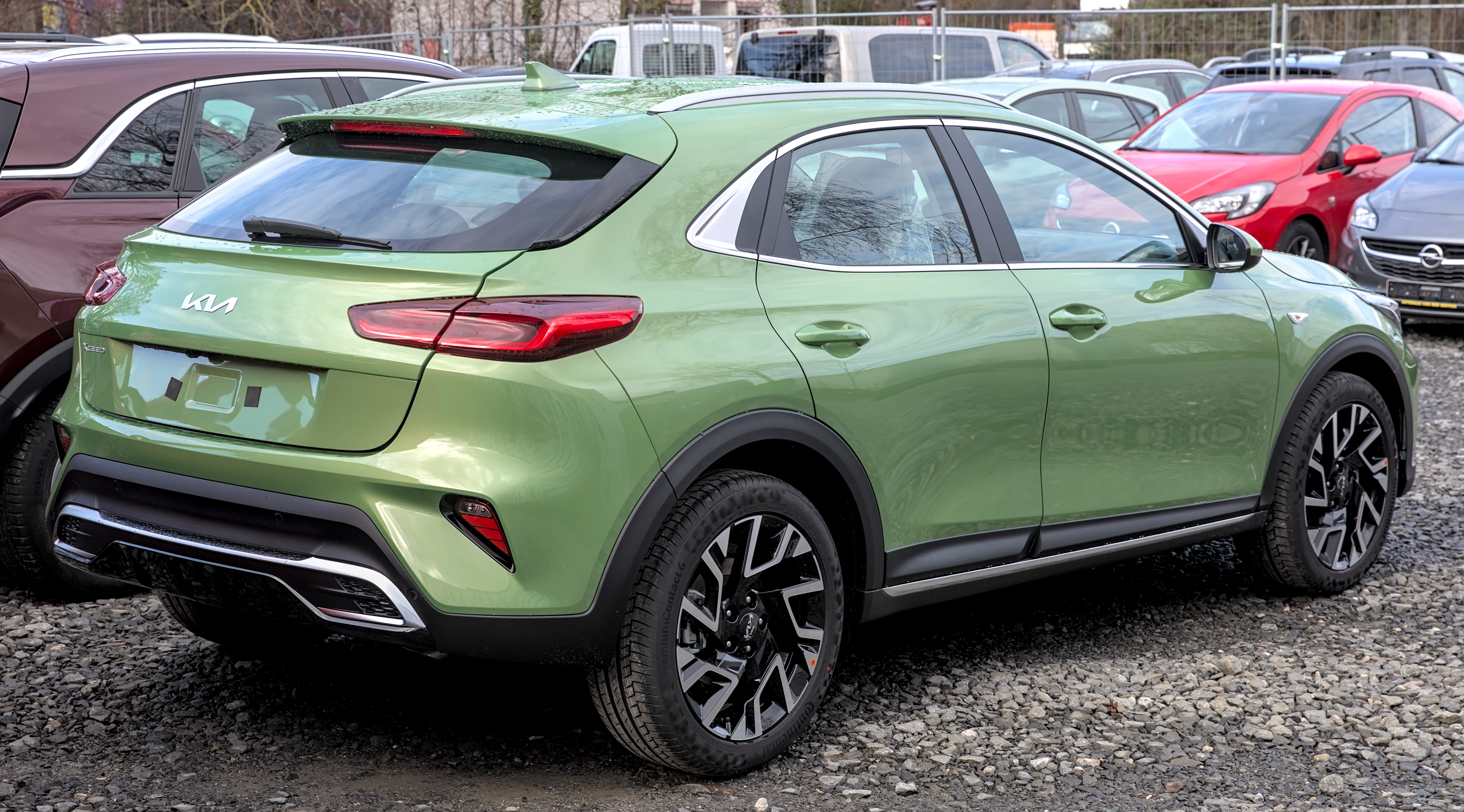
Kia XCeed (з 2022)
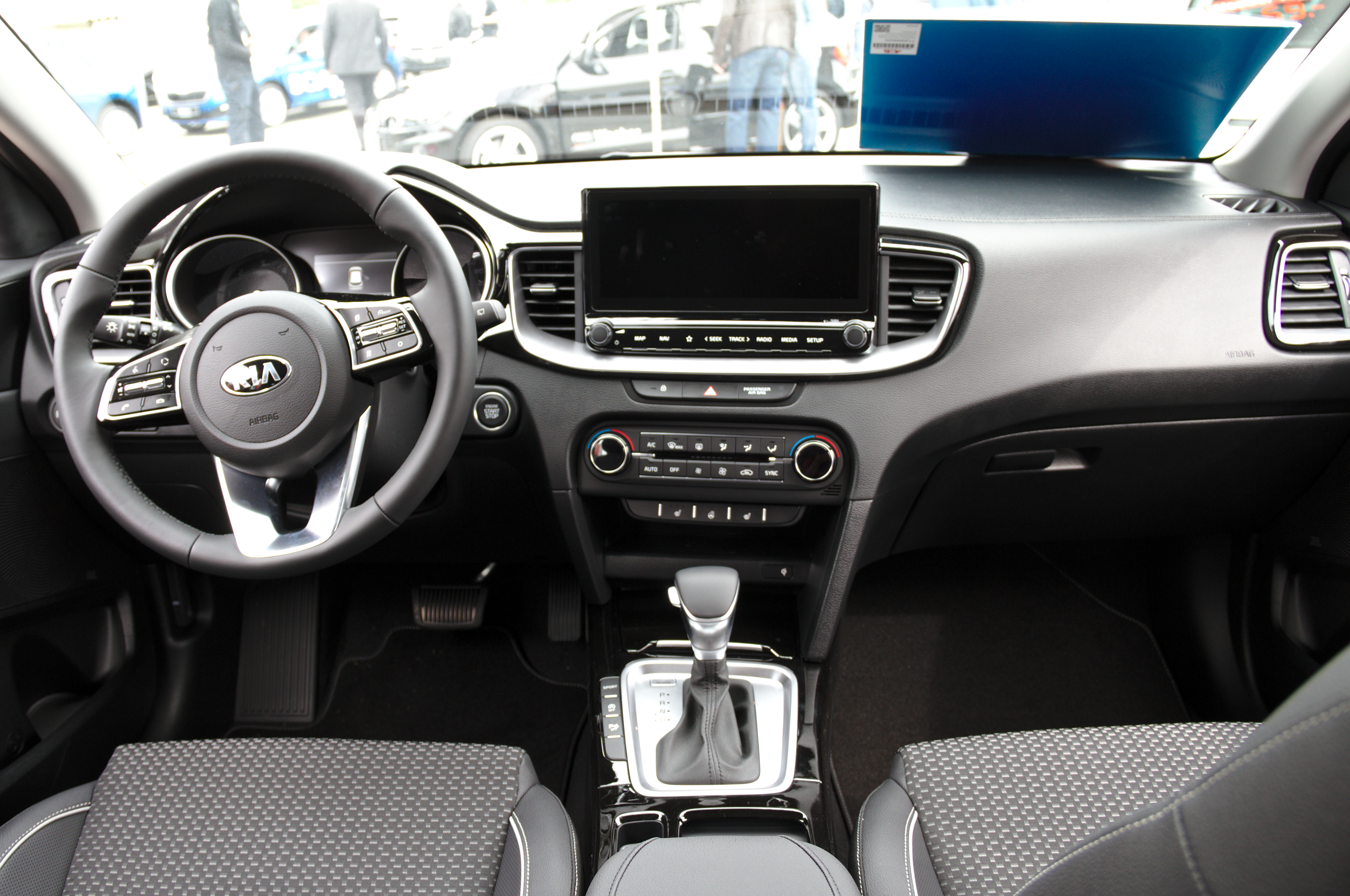
салон

## Двигуни
Бензинові:
- R3 1.0 T-GDi 120 к.с.
- R4 1.4 T-GDi 140 к.с.
- R4 1.5 T-GDi 160 к.с.
- R4 1.6 T-GDi 204 к.с.

Дизельні:
- R4 1.6 CRDi 115 к.с.
- R4 1.6 CRDi 136 к.с.